# Coryphantha difficilis
Coryphantha difficilis, conocido comúnmente como biznaga agreste, es una especie de planta suculenta perteneciente al género Coryphantha, dentro de la familia Cactaceae. Es endémica del noreste de México (concretamente en los estados mexicanos de Coahuila, Nuevo León y San Luis Potosí) y se trata de una especie longeva, ya que solo comienza a reproducirse después de 15 años.

## Descripción
Coryphantha difficilis es una especie de cactus que crece mayormente de forma solitaria y comienza a reproducirse después de 15 años. Los tallos van de esférico a cilíndrico corto plano, alcanzando alturas de 8 a 14 cm y diámetros de 5 a 8 cm. Tienen la epidermis de color verde grisáceo azulado a verde opaco, con las raíces fibrosas. El ápice lo tienen ligeramente deprimido y está cubierto de lana blanca.

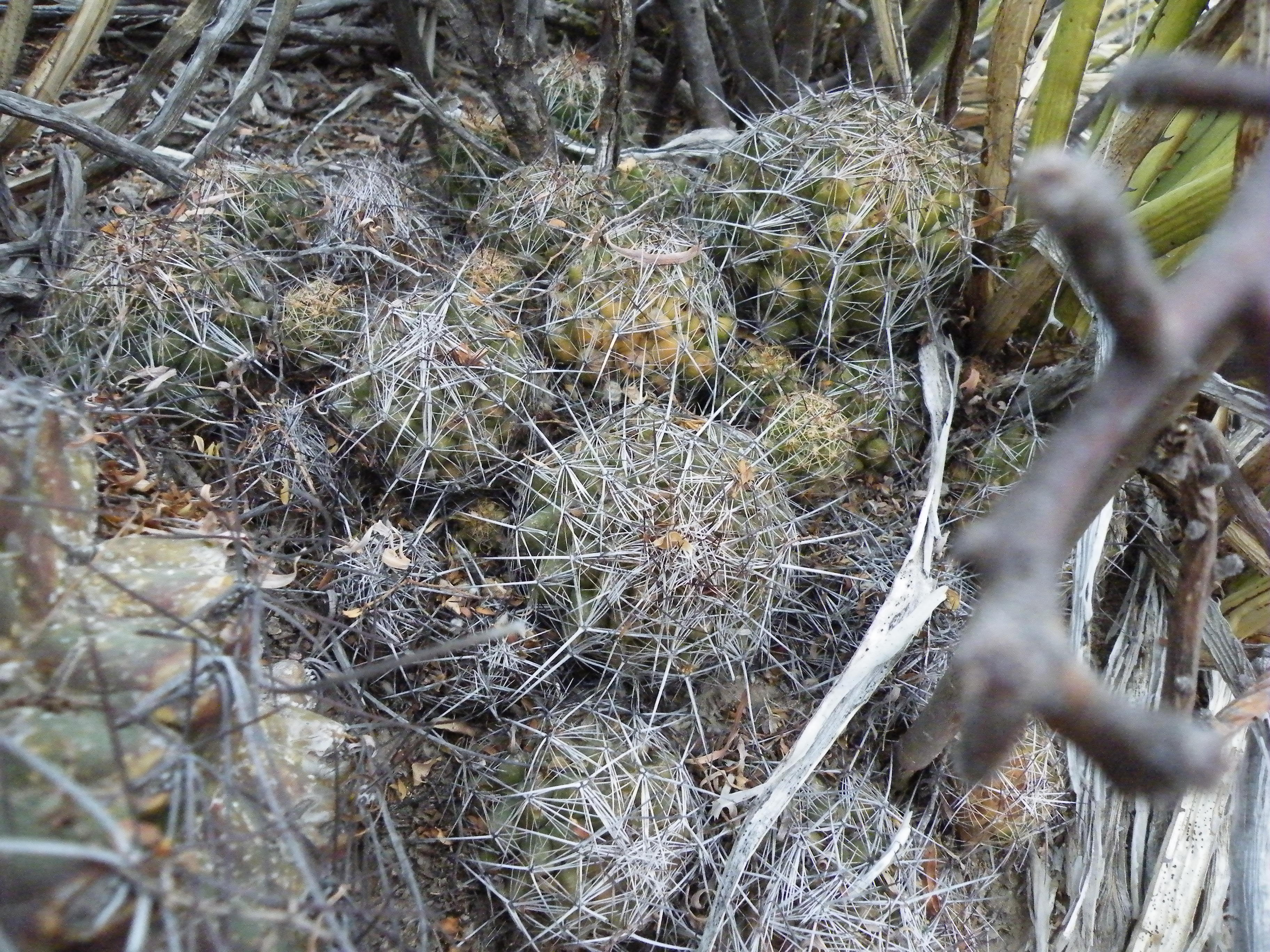
Crecimiento en grupos

Los tallos están cubiertos de tubérculos anchos, aplanados y cónicos, de hasta 1 cm de largo y 2,4 cm de ancho en la base. Se disponen en filas de 8 a 13, con el extremo exterior apuntando hacia arriba y la cara superior acanalada. Las axilas tienen algo de lana de color blanco. En la punta de los tubérculos se asientan areolas redondas de 3 mm de diámetro, las cuales, aunque tienen lana blanca en estado juvenil, se vuelven casi desnudas con el tiempo. Las espinas no ocultan el tallo y aunque son de color marrón rojizo con las puntas oscuras en los brotes nuevos, con la edad se tornan grisáceas desde la base.

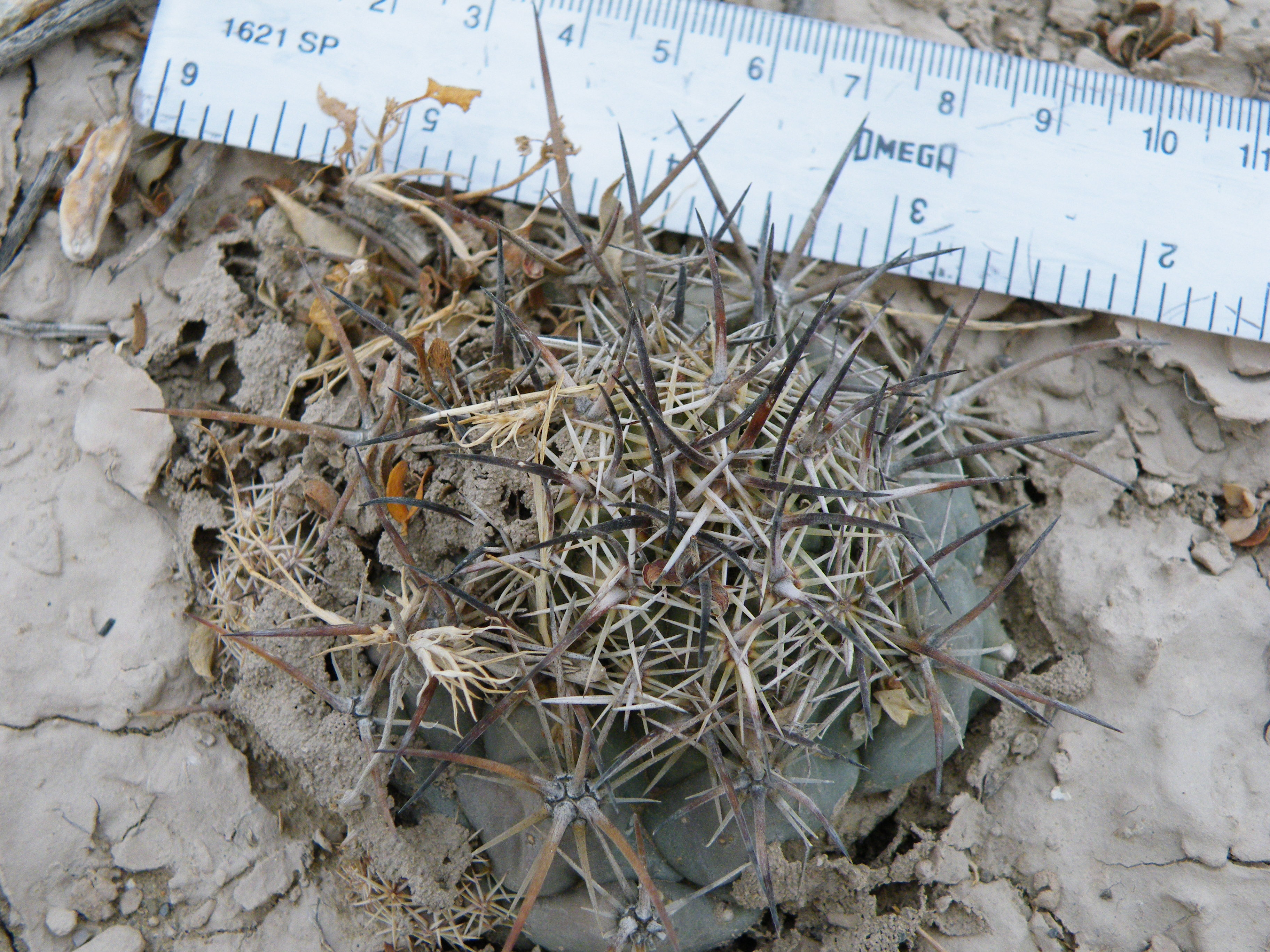
Detalle de las espinas

Entre las espinas se distinguen de 0 a 4 espinas centrales de 1,6 a 2 cm de largo, de las cuales, las tres inferiores son extendidas, rectas, curvadas hacia abajo, fuertes y subuladas, y la superior, ligeramente curvada, protuberante y más delgada. También tienen de 12 a 20 espinas radiales, de las cuales, las 6 o 9 espinas radiales inferiores y laterales son más fuertes y más cortas, subuladas, rectas y dispuestas horizontalmente, de 0,8 a 1 cm de largo. Las 7 o 10 espinas radiales superiores están dispuestas en un haz, son firmes, aciculares, rectas y miden hasta 2 cm de largo.
Las flores son grandes y tienen forma de embudo. Miden de 6 a 8 cm de diámetro y son puramente amarillas, sin nada de rojo en la garganta. Los filamentos son de color amarillo brillante, con las anteras amarillentas y el estigma amarillento con 7 u 8 lóbulos blanquecinos. Los frutos son redondos, de color verde y jugosos. Presentan restos florales adheridos, miden hasta 1,8 cm de largo y 1,4 cm de diámetro. En su interior presentan semillas marrones con testa reticulada, de 1,5 mm de largo y 0,9 mm de ancho.

## Distribución y hábitat
El área de distribución nativa de esta especie es noreste de México (concretamente en los estados mexicanos de Coahuila, Nuevo León y San Luis Potosí) y crece principalmente en biomas desérticos o de matorral seco.

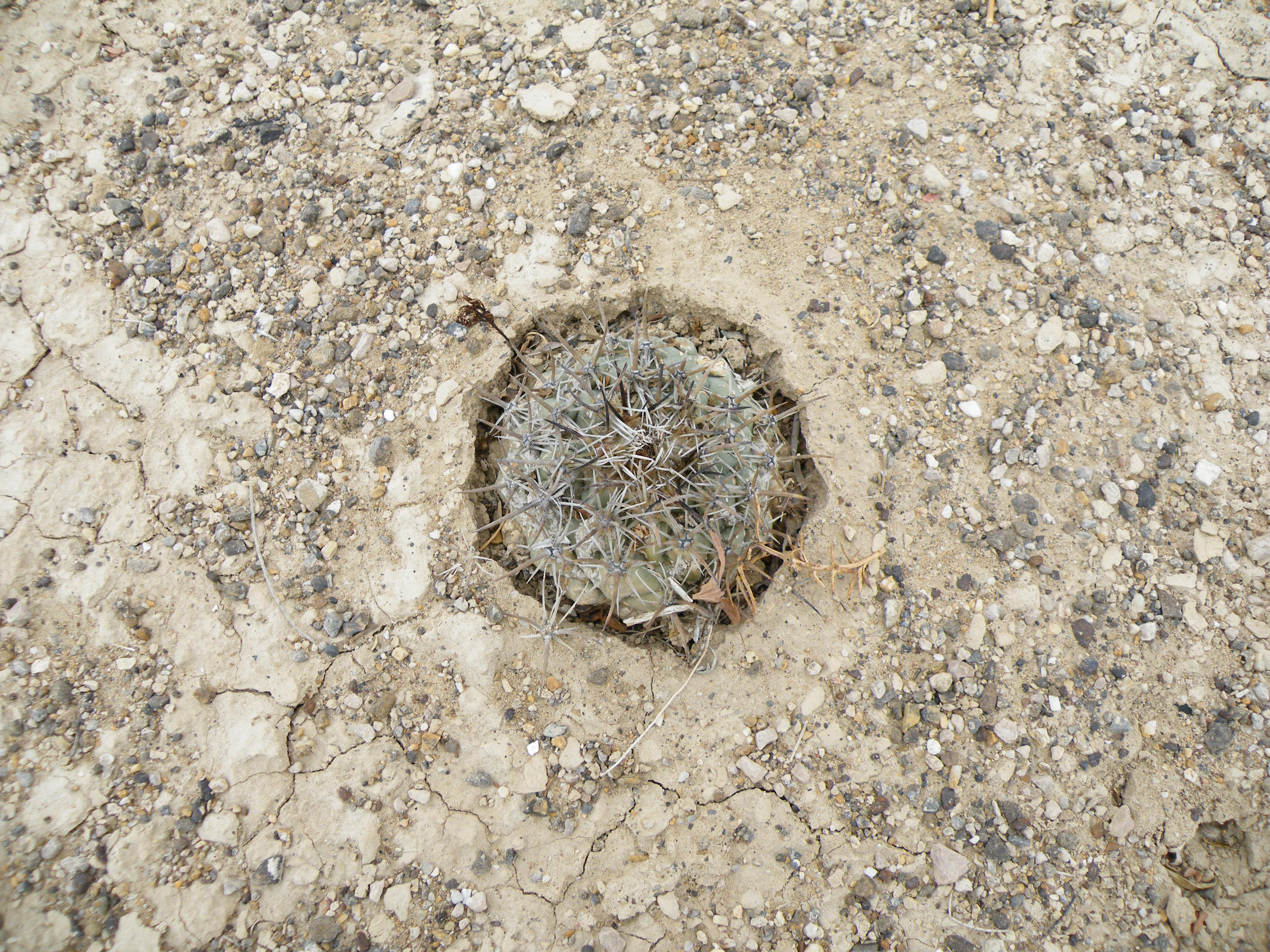
Planta en su hábitat

Se desarrolla a elevaciones de 1000 a 1750 metros sobre el nivel del mar, tanto en llanuras aluviales como en los suelos de grava caliza de las laderas de Sierra Paila y localidades adyacentes. Además, en la misma zona es posible encontrar otras especies de cactus y suculentas acompañantes como Mammillaria gasseriana, Mammillaria grusonii, Cylindropuntia imbricata, Epithelantha micromeris, Ferocactus hamatacanthus, Coryphantha poselgeriana y Ariocarpus kotschoubeyanus.

## Taxonomía
La primera descripción de esta especie fue como Mammillaria difficilis, publicada en 1908 por el botánico alemán Leopold Quehl en la revista botánica Monatsschrift für Kakteenkunde 18: 107.
Posteriormente, el botánico estadounidense Charles Russell Orcutt colocó la especie en el género Coryphantha, pasando a llamarse Coryphantha difficilis y anotando estos cambios en la revista científica Cactography: 3, en 1926.
Etimología
- Coryphantha: nombre genérico que deriva del griego coryphe (que significa 'cima' o 'cabeza'), y anthos (que significa 'flor'), haciendo referencia a que las flores aparecen en el ápice de los tallos.
- difficilis: epíteto específico latino que significa 'difícil' o 'complicado', haciendo referencia a la dificultad de su cultivo a diferencia de otras especies del mismo género.[7]

## Estado de conservación
En la Lista Roja de Especies Amenazadas de la UICN, la especie está clasificada como de “Preocupación Menor (LC)”.
Es una especie bastante extendida y muy común, sin amenazas importantes, aunque algunas poblaciones se ven afectadas por el sobrepastoreo y pisoteo de las cabras.

## Usos
Se cultiva principalmente como planta ornamental y su propagación se realiza a través de semillas. Sin embargo no es muy común en las colecciones ya que es muy difícil de mantener en cultivo y tarda más de 15 años en florecer.